# جگوار ایکس‌جی‌آر-۱۲
جگوار ایکس‌جی‌آر-۱۲ (Jaguar XJR-۱۲) خودرویی است.
این خودرو در کلاس اتومبیلرانی قرار گرفته، طراحی آن خودروهای موتور وسط عقب-محور عقب بوده ‌است. 